# Rhodeus smithii
Rhodeus smithii är en fiskart som först beskrevs av Regan, 1908.  Rhodeus smithii ingår i släktet Rhodeus och familjen karpfiskar. Inga underarter finns listade i Catalogue of Life.